# Lenzing (Górna Austria)
Lenzing – gmina targowa w Austrii, w kraju związkowym Górna Austria, w powiecie Vöcklabruck. 1 stycznia 2015 liczyła 4972 mieszkańców.